# Герб комуни Шебу
Герб комуни Шебу (швед. Sjöbo kommunvapen) — символ шведської адміністративно-територіальної одиниці місцевого самоврядування комуни Шебу.

## Історія
Герб торговельного містечка (чепінга) Шебу було розроблено і прийнято 1969 року. Після адміністративно-територіальної реформи, проведеної в Швеції на початку 1970-х років, муніципальні герби стали використовуватися лишень комунами. Тому з 1974 року цей герб представляє комуну Шебу, а не місто. Зареєстрований 1975 року.

## Опис (блазон)
У золотому полі чорна голова ведмедя із золотим язиком, у чорній главі — золота корона.

## Зміст
Ведмідь походить із печатки XVI ст. та герба гераду (сотні) Фер, на якій він крокує під короною. 